# 克萊羅方程
克萊羅方程是形式如 {\displaystyle u=tu'+f(u')} 的常微分方程。

## 解法
兩邊對{\displaystyle t}取導數：
{\displaystyle u'=u'+tu''+f'(u')u''}
{\displaystyle 0=(t+f'(u'))u''}
由此可知{\displaystyle u''=0}或{\displaystyle u'=-t} 。
在前面的情況， {\displaystyle u=Ct+f(C)} ，稱為克萊羅方程的一般解。
後者只有一個解，其圖象是一般解的圖象的包絡線。這個奇解通常以參數方程 {\displaystyle (x(u'),y(u'))}表示。